# Зорац карер
Зоракарер, също Зорац карер (на арменски: Զորաց Քարեր, на местен диалект: Դիք-դիք քարեր – транскрипция на латиница Dik-dik karer) или Зоракар (Զորաց Քարեր – Камъните-воини или Камъните, даващи сила), наричан още Карахундж (Քարահունջ; Carahunge) е археологически обект в близост до град Сисиан в Армения.
Това е праисторическа мегалитна структура, разположена на плато, 1770 метра над морското равнище. Често обектът е наричан Арменският Стоунхендж.

## Датиране и предназначение
Все още няма единно мнение за възрастта му, но повечето учени са склонни да вярват, че е около 3000 пр.н.е. Няма също единно мнение за предназначението му. Някои учени считат, че това е некропол. Мегалитите имат странни и загадъчни кръгови отвори, които са причина за спекулация, че тези съоръжения може би са вид астрономическа обсерватория. По съседните скали има много петроглифи.

## Местоположение
Зорац карер се намира на планинско плато с 1770 m надм. височина и се простира върху близо 7 хектара площ на левия бряг на каньона на р. Дар.
На около 5 km югоизточно е праисторическото селище Утс, където съществува подобен комплекс.

## Етимология на името
Името Карахунч произлиза от арменските думи „kar“ (на арм.: քար), което означава камък, и „hoonch“ (на арм.: հունչ), което означава „звук“, а „Карахунч“ се интерпретира като „говорещите камъни“.
Това название идва от факта, че във ветровит ден на платото камъните от мегалитния комплекс при съприкосновение със силните ветрове издават звуци. Ефектът се подсилва и от факта, че в някои от менхирите са пробити отвори под различен ъгъл спрямо земята.
През 2004 г. обектът е обявен официално за археоастрономическа обсерватория с решение на арменския парламент (Решение номер 1095-n, от 29 юли 2004).

## Описание и особености
Мегалитният паметник се състои от: централен кръг, северно и южно крило, алея, ориентирана изток-запад, разред, разполовяващ кромлеха и отделни менхири. Общият брой на менхирите е 223, около тях са открити множество цистови гробове.
Височината на отделните менхири варира от 0,5 до 3 m над земята, а теглото на някои достига до 10 тона. Всички менхири се състоят от базалтова скала, ерозирала с годините и покрита с лишеи и мъхове в най-различни цветове. На мястото на обекта се наблюдават и множество разрушени и счупени менхири.
Около 80 от побитите камъни са с издялани кръгли дупки, но само 37 от тях все още са изправени над земята. Някои арменски и руски археоастрономи изказват хипотезата, че менхирите са били ползвани за астрономически наблюдение през древността. 7 менхира се свързват с наблюдения на изгрева, залеза, слънцестоенето и равноденствието, а 14 се асоциират с наблюдения на лунните цикли. Всичко това обаче остава в сферата на предположенията, защото повърхността на вътрешния диаметър на дупките е сравнително незасегната от естествените процеси на ерозия и изветряване, което може да означава, че дупките са издълбани в сравнително по-късни исторически епохи.

## Проучвания
Научният екип на радио физикът Парис Херуни след проучване продължило от 1994 до 2001 г. заключава, че обектът е измежду най-старите астрономически обсерватории в света
През 2000 г. на обекта е проведено проучване от Института по археология на Близкия изток на Мюнхенския университет като част от проект за теренни проучвания на праисторически обекти в южната част на Армения. По време на изследването е установено наличието на некропол от Бронзовата и Желязната епохи, помещаващ се в голяма каменна гробница. Научният ръководител Щефан Крол заключава, че някои от подредените в прави линии камъни са останки от градска стена, вероятно от Ранната Античност, като някои от менхирите са използвани за подсилващи стената подпори, без да бъдат премествани.
Арехоастрономът Клайв Ръгълс смята, че за астрономическата значимост на обекта съществуват множество манипулативни твърдения, сред които е това, че Зорац карер датира от VI хил. пр. Хр., и има пряка връзка между него и Стоунхендж, за който вече малко специалисти вярват, че е служел за обсерватория.
Според някои последни изследвания съществуват няколко проблема с археоастрономическата интерпретация на обекта. Например северната алея, която се простира на 50 m от центъра на обекта, е била противоречиво свързвана с лятното слънцестоене, зимното положение на Луната и изгрева на Венера.
Парис Харуни твърди, че за да бъдат използвани перфорациите в менхирите за астрономически наблюдения и тези изследвания да са достатъчно точни, за да се определи датата на слънцестоенето през древността, би било необходимо да се ограничи полето на видимост, като се поставя тясна тръба в съществуващите перфорации. Без подобни уреди, за които няма археологически доказателства да са съществували, изтъкваното астрономическо значение на позициите на перфорациите е несъстоятелно. Като следствие от това Гасия Гонзалез заключава, че археоастрономическата интерпретация на обекта е несъстоятелна. Въпреки това по-нататъчни изследвания за определяне на астрономическата потенциал на Зорац карер и други подобни обекти е необходима.

## Фотогалерия
- Перфориран менхир
- Кеменна редица
- Централният кръг
- Менхири в комплекса
- Полуразрушен менхир
- Перфорация
- Менхири
- Менхири
- Гробница
- Самостоятелен менхир
- Перфорация
- Двойка менхири
- Перфорация